# Magister populi
Il magister populi era un collaboratore militare del rex durante il periodo dell'età regia di Roma e dallo stesso nominato.

## Funzioni
Si hanno maggiori informazioni riguardo a questa figura durante il periodo etrusco, durante il quale fu probabilmente istituito. Si occupava dell'organizzazione bellica dei cives e di organizzare i militari in guerra, in pratica sostituiva il rex durante una campagna militare.
Usava i suoi poteri nel caso che il rex fosse impegnato (ad esempio in questioni internazionali). Sotto il suo comando c'era il magister equitum. Tra i magister populi si annoverano prima Tarquinio Prisco e poi Servio Tullio, successivamente diventati reges di Roma.

## Etimologia e origine della carica
Il termine magister populi, così come il ruolo stesso del magister, deriverebbe dall'etrusco Macstarna, il nome etrusco di Servio Tullio, poi latinizzato nel termine magister.